# Chrysopogon pallidus
Chrysopogon pallidus är en gräsart som först beskrevs av Robert Brown, och fick sitt nu gällande namn av Carl Bernhard von Trinius och Ernst Gottlieb von Steudel. Chrysopogon pallidus ingår i släktet Chrysopogon och familjen gräs. Inga underarter finns listade i Catalogue of Life.